# Georg Horner
Georg Gottfried Horner (* 28. August 1989 in Freistadt) ist ein ehemaliger österreichischer Triathlet.

## Werdegang
Georg Horner begann seine sportliche Laufbahn im Laufsport, 2012 startete er beim Linz-Marathon und 2013 bestritt er seinen ersten Triathlon.
Im April 2014 wurde er in Mürzzuschlag Österreichischer Vize-Meister der Altersklasse Elite 1 und Team-Staatsmeister über die Duathlon-Langdistanz (10 km Laufen, 100 km Radfahren und 20 km zweiter Lauf).

Im Juni startete er in Klagenfurt beim Ironman Austria erstmals auf der Ironman-Distanz (3,86 km Schwimmen, 180,2 km Radfahren und 42,195 km Laufen).

### 3. Rang Österreichische Meisterschaften Triathlon-Mitteldistanz 2014
Bei den Österreichischen Meisterschaften auf der Triathlon-Mitteldistanz wurde er im August 2014 Dritter in seiner Altersklasse. Im September 2014 konnte er sich beim Ironman Malaysia bei seinem zweiten Ironman-Start als Sieger seiner Altersklasse und bester Österreicher der Gesamtwertung für einen Weltmeisterschafts-Startplatz beim Ironman Hawaii 2015 qualifizieren, wo er das Rennen als drittschnellster Österreicher beendete.
Im Juli 2015 holte er sich bei der ITU Langdistanz-WM in Schweden die Bronzemedaille in der Altersklasse 25–29.
Im Sommer 2016 konnte er sowohl beim Ironman 70.3 Japan, als auch beim Ironman Taiwan die Altersklasse 25–29 gewinnen und wurde bei beiden Rennen bester Altersklassenathlet gesamt. Beim Rennen in Taiwan konnte er sich im Oktober 2016 auch erneut einen Weltmeisterschaft-Startplatz für den Ironman Hawaii 2017 sichern. Im Oktober 2017 startete der 28-Jährige zum zweiten Mal beim Ironman Hawaii und belegte den 91. Rang in der Altersklasse M25–29.
Georg Horner startete für den Verein TriPower Freistadt, er wurde trainiert von Bernhard Schimpl und sportphysiotherapeutisch betreut wurde er seit 2015 durch das Physiozentrum Salzburg.
Seit 2018 tritt Georg Horner nicht mehr international in Erscheinung.

## Sportliche Erfolge
| Datum/Jahr    | Rang | Wettbewerb                                       | Austragungsort    | Zeit     | Bemerkung |
| ------------- | ---- | ------------------------------------------------ | ----------------- | -------- | --- |
| 17. Juni 2018 | 5    | Ironman 70.3 Astana                              | Astana            | 04:13:52 | |
| 28. Aug. 2016 | 20   | Ironman 70.3 Zell am See-Kaprun                  | Zell am See       | 04:32:13 | als zweitbester Österreicher                                                                                        |
| 2. Juli 2016  | 2    | Steeltownman                                     | Linz              |          | Sprintdistanz |
| 12. Juni 2016 | 7    | Ironman 70.3 Tokoname                            | Tokoname          | 04:22:17 | bester Österreicher und Sieger der Altersklasse M25–29                                                              |
| 31. Aug. 2014 | 3    | ÖTRV Staatsmeisterschaft Triathlon Mitteldistanz | Walchsee          | 04:30:50 | Dritter bei der Staatsmeisterschaft im Rahmen der Challenge Walchsee-Kaiserwinkl in der Klasse „Elite 1“            |
| 24. Aug. 2013 | 23   | Austria-Triathlon                                | Podersdorf am See | 04:23:21 | 1,9 km Schwimmen, 90 km Radfahren und 21 km Laufen                                                                  |
| 26. Mai 2013  | 194  | Ironman 70.3 Austria                             | St. Pölten        | 04:09:38 | 8. Rang in der Altersgruppe M18–24; das Rennen musste witterungsbedingt ohne die Schwimmdistanz ausgetragen werden. |

| Datum/Jahr    | Rang | Wettbewerb                                           | Austragungsort | Zeit     | Bemerkung                                                               |
| ------------- | ---- | ---------------------------------------------------- | -------------- | -------- | ----------------------------------------------------------------------- |
| 14. Okt. 2017 |      | Ironman Hawaii                                       | Hawaii         | 11:34:17 | zum zweiten Mal qualifiziert; 91. Rang der Altersklasse M25–29          |
| 2. Okt. 2016  | 10   | Ironman Taiwan                                       | Penghu         | 09:45:29 | Sieger der Altersklasse M25–29; bester Altersklassenathlet; 3. Agegroup |
| 10. Okt. 2015 | 275  | Ironman Hawaii                                       | Hawaii         | 09:57:48 | als drittschnellster Österreicher bei den Ironman World Championships   |
| 27. Juni 2015 | 3    | ITU Long Distance Triathlon World Championship 25–29 | Motala         | 05:38:51 | Triathlon-Weltmeisterschaft auf der Langdistanz; 50. Rang Overall       |
| 27. Sep. 2014 | 8    | Ironman Malaysia                                     | Langkawi       | 09:45:49 | Sieger der Altersklasse M25–29; bester Österreicher                     |
| 29. Juni 2014 | 295  | Ironman Austria                                      | Klagenfurt     | 09:57:01 | erster Ironman-Start                                                    |

| Datum/Jahr    | Rang | Wettbewerb                                         | Austragungsort | Zeit     | Bemerkung |
| ------------- | ---- | -------------------------------------------------- | -------------- | -------- | --- |
| 27. Apr. 2014 | 6    | ÖTRV Staatsmeisterschaft Duathlon Langdistanz      | Mürzzuschlag   | 05:05:33 | Österreichischer Vizemeister AK Elite 1; Team-Staatsmeister beim Mürzman Extrem Duathlon (10 km Laufen, 100 km Radfahren und 20 km Laufen) |
| 24. Aug. 2014 | 11   | ETU Short Distance Duathlon European Championships | Weyer          | 02:11:26 | Europameisterschaft Duathlon beim Powerman Austria – 11. Rang in der Altersklasse M25–29                                                   |

| Datum/Jahr    | Rang | Wettbewerb        | Austragungsort | Distanz      | Zeit     | Bemerkung                        |
| ------------- | ---- | ----------------- | -------------- | ------------ | -------- | -------------------------------- |
| 19. Mai 2018  | 143  | Göteborgsvarvet   | Göteborg       | Halbmarathon | 01:18:36 | persönliche Halbmarathonbestzeit |
| 7. Mai 2017   | 15   | Salzburg-Marathon | Salzburg       | Marathon     | 02:46:33 | persönliche Marathonbestzeit     |
| 3. Apr. 2016  | 24   | Linz-Marathon     | Linz           | 10.500 m     | 00:39:30 | 1/4 Marathon                     |
| 6. Apr. 2014  | 36   | Linz-Marathon     | Linz           | Marathon     | 02:55:37 |                                  |
| 5. Okt. 2013  | 18   | Kaisermarathon    | Söll           | Marathon     | 03:53:58 | Bergmarathon mit 2165 Höhenmeter |
| 22. Apr. 2012 | 180  | Linz-Marathon     | Linz           | Marathon     | 03:16:17 |                                  |

(DNF – Did Not Finish)